# Fußball-Landesliga Niedersachsen 2022/23

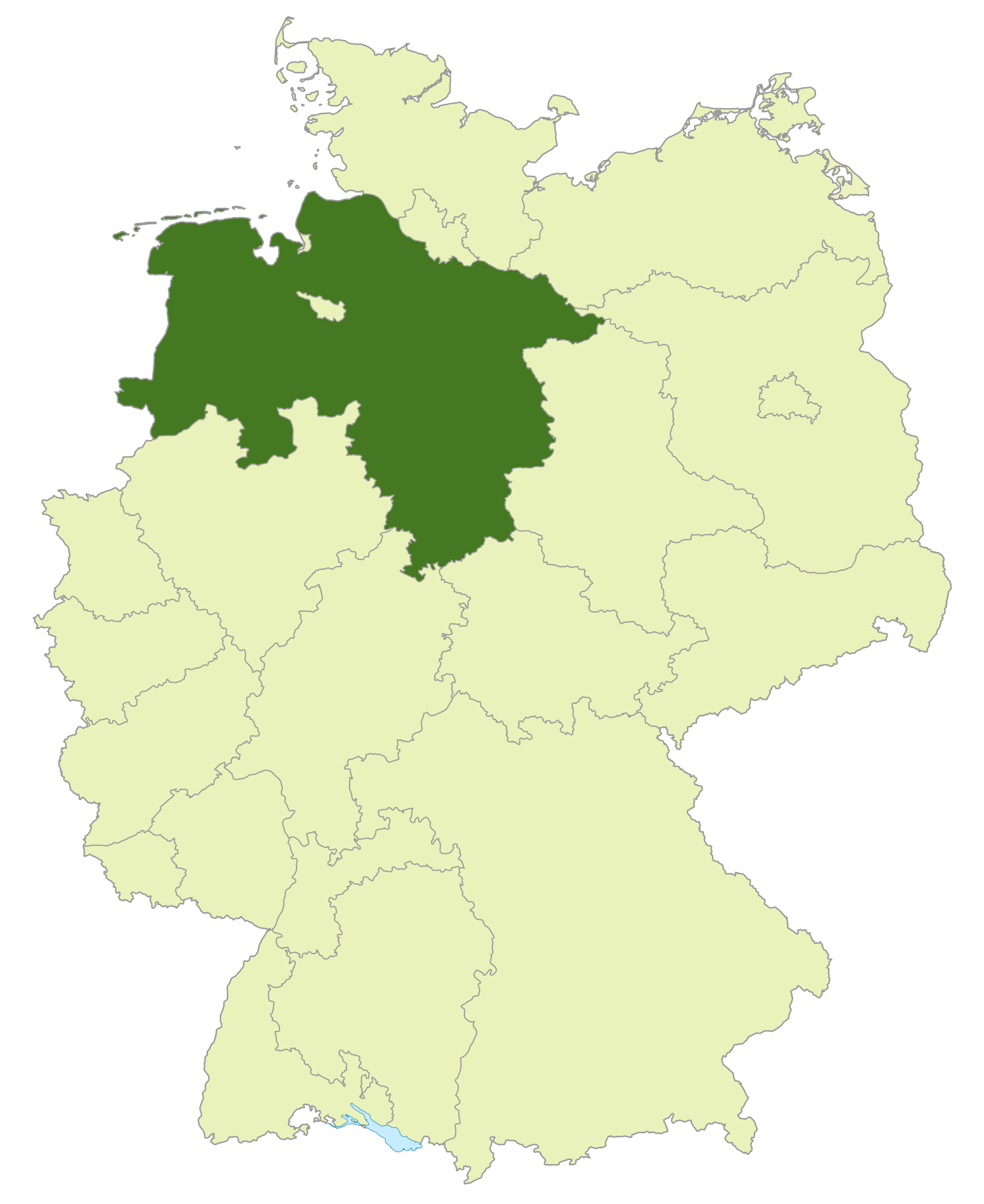
Gebiet der Fußball-Landesliga Niedersachsen 2022/23

Die Saison 2022/23 der Fußball-Landesliga Niedersachsen ist im Herrenbereich die zweithöchste Spielklasse innerhalb des Niedersächsischen Fußballverbandes (NFV) und die sechsthöchste Spielklasse in Deutschland. Sie ist in vier Staffeln unterteilt: Landesliga Braunschweig, Landesliga Hannover, Landesliga Lüneburg und Landesliga Weser-Ems.

## Modus

Logo des Niedersächsischen Fußballverbandes (NFV)

Die Landesliga Niedersachsen 2022/23 wird von den vier Bezirken des NFV in eigener Verantwortung ausgerichtet. Sie ist daher keine Spielklasse auf Verbandsebene.
Die Mitgliedsvereine des NFV sind jeweils einem der 33 Kreise zugeordnet. Die einzelnen Kreise sind jeweils einem Bezirk zugeordnet, dessen höchste Spielklasse die Landesliga ist. Welcher Verein in welcher Landesliga antritt, richtet sich daher nach der Bezirks-Mitgliedschaft seines Kreises. Die Kreise entsprechen dabei weitgehend den kommunalen Landkreisen. Eine Ausnahme davon bildet die Region Hannover, in der es die Fußball-Kreise Hannover-Land und Hannover-Stadt gibt. Die Zuordnung zu den Bezirken entspricht der Zuordnung der Landkreise zu den vier ehemaligen niedersächsischen Regierungsbezirken Hannover, Braunschweig, Lüneburg und Oldenburg von 1978 bis 2004.

### Auf- und Abstiegsregelung
Die Meister der vier Landesligen steigen in die Fußball-Oberliga Niedersachsen 2023/24 auf.

## Landesliga Braunschweig

### Teilnehmer
- Braunschweiger SC Acosta
- Eintracht Braunschweig II
- TSC Vahdet Braunschweig
- 1. SC Göttingen 05
- Sparta Göttingen (Aufsteiger)
- SVG Göttingen 07 (Absteiger)
- SC Hainberg
- TSG Bad Harzburg
- SSV Kästorf
- TSV Landolfshausen/Seulingen
- Lehndorfer TSV (Aufsteiger)
- SV Lengede
- FC Eintracht Northeim (Absteiger)
- SSV Nörten-Hardenberg
- SSV Vorsfelde
- VfL Wahrenholz (Aufsteiger)
- BV Germania Wolfenbüttel (Aufsteiger)
- MTV Wolfenbüttel (Absteiger)

## Landesliga Hannover

### Teilnehmer
- SV Alfeld (Aufsteiger)
- SV Bavenstedt
- Niedersachsen Döhren (Aufsteiger)
- STK Eilvese
- FC Eldagsen
- VfR Evesen
- TuS Garbsen (Aufsteiger)
- TSV Godshorn
- OSV Hannover
- TSV Krähenwinkel/Kaltenweide
- 1. FC Sarstedt
- SV Brigitta-Elwerath Steimbke (Aufsteiger)
- TSV Stelingen
- TuS Sulingen
- HSC BW Tündern (Absteiger)
- TSV Wetschen
- 1. FC Wunstorf

## Landesliga Lüneburg

### Teilnehmer
- Blau-Weiß Bornreihe
- Rot-Weiss Cuxhaven (Aufsteiger)
- SV Drochtersen/Assel II
- TSV Elstorf
- TSV Etelsen
- TSV Gellersen
- FC Hagen/Uthlede (Absteiger)
- FC Hambergen (Aufsteiger)
- TuS Harsefeld
- VSV Hedendorf-Neukloster
- SV Lindwedel-Hope (Aufsteiger)
- MTV Treubund Lüneburg
- TuS Neetze (Aufsteiger)
- VfL Güldenstern Stade
- Teutonia Uelzen
- TB Uphusen (Absteiger)
- FC Verden 04
- VfL Westercelle

## Landesliga Weser-Ems

### Teilnehmer
- SV Bevern
- TV Dinklage
- Grün-Weiß Firrel
- SV Hansa Friesoythe
- SV Holdorf (Aufsteiger)
- BW Hollage (Aufsteiger)
- SV Holthausen/Biene
- SC Melle 03
- SV Meppen II (Aufsteiger)
- Grün-Weiß Mühlen
- VfL Oythe VfL Oythe
- SV Bad Rothenfelde
- FC Schüttorf 09
- Falke Steinfeld
- VfR Voxtrup
- VfL Wittekind Wildeshausen
- Frisia Wilhelmshaven
- SV Wilhelmshaven (Aufsteiger)